# آرتورو از ناپل
آرتورو از ناپل (انگلیسی: Arturo Di Napoli؛ زادهٔ ۱۸ آوریل ۱۹۷۴) بازیکن فوتبال اهل ایتالیا است.
از باشگاه‌هایی که در آن بازی کرده‌است می‌توان به باشگاه فوتبال اینتر میلان، باشگاه فوتبال مسینا، باشگاه فوتبال سالرنیتانا، باشگاه فوتبال ونتزیا، باشگاه فوتبال پیاچنزا، باشگاه فوتبال روبور سیه‌نا، باشگاه فوتبال امپولی، باشگاه فوتبال ویچنزا، باشگاه فوتبال پالرمو، و باشگاه فوتبال ناپولی اشاره کرد.